# Martin-Schongauer-Gymnasium Breisach
Das Martin-Schongauer-Gymnasium Breisach (MSG) in der südbadischen Stadt Breisach ist ein allgemein bildendes Gymnasium. Sein Name geht auf den Maler und Kupferstecher Martin Schongauer zurück, der in dieser Gemeinde unter anderem mit der Ausmalung des Jüngsten Gerichts im St.-Stephan-Münster beauftragt war.
Das Martin-Schongauer-Gymnasium ist seit dem Schuljahr 2008/2009 als Ganztagsschule anerkannt. Die Unterstufenschüler können sich zwischen einer Ganztagsbetreuung oder einer Hausaufgabenbetreuung entscheiden. Das Gymnasium unterhält eine Schulpartnerschaft mit dem Lycée Bartholdi in Colmar.

## Lage und Einzugsbereich
Das Schulgebäude befindet sich im Süden der Ortschaft nahe dem Rhein. Die Schüler kommen neben Breisach aus den umliegenden Gemeinden am Kaiserstuhl, Tuniberg und aus dem Elsass. Die nächstgelegenen Gymnasien befinden sich in den über 15 km entfernt liegenden Städten Freiburg im Breisgau und Bad Krozingen.

## Geschichte
Das vierstöckige Gebäude, in dem später die Schule untergebracht werden sollte, wurde in den Jahren 1838/39 vom Kaufmann Benedikt Herbst als Luxushotel „Zum Rheinbad“ erbaut. Es besaß eine eigene Badeanstalt, die direkt am Landungsplatz der ersten Rheindampfschiffe gelegen war. Knappe 10 Jahre nach der Errichtung wurde das bereits aufgegebene Hotel in den Jahren 1849 bis 1851 als Offizierskaserne für preußische Infanterie- und Husareneinheiten genutzt. Sie waren nach der Niederschlagung der Badischen Revolution in Breisach stationiert worden.
Ab 1864 betrieb der Priester Andreas Leuthner (* 26. November 1830 in Kürzell), der zuvor am Gymnasium in Donaueschingen unterrichtet hatte, in den Räumlichkeiten eine Privat-Lehr – und Erziehungsanstalt. Erworben hatte das Gebäude Freiherr von Schätzler. 1869 wurde gegen Leuthner ein Verfahren wegen des Missbrauchsverdachts an Jugendlichen eingeleitet, dem ein kirchliches Disziplinarverfahren folgte. Er flüchtete zuerst nach Jerusalem und wurde 1870 zu 15 Jahren Gefängnis verurteilt. Er wurde 1878 jedoch rehabilitiert, nachdem einer der Hauptzeugen 1876 einen entlastenden Brief an das Kapitelsvikariat geschrieben hatte.
Indes war aus der Privat-Lehr – und Erziehungsanstalt 1870 das erzbischöfliche Knabenseminar „St. Xavertus“ geworden, das Bestand hatte, bis es 1874 infolge des Badischen Kulturkampfes schließen musste. 1875 wurde sie als „Höhere Bürgerschule“ durch die Stadt Breisach neu eröffnet, die 1877 das Gebäude erwarb. 1906/7 wurde daraus eine Realschule, die 1937 in „Martin-Schongauer-Schule“ umbenannt wurde.
In Folge eines Luftangriffs auf die Rheinbrücke Breisach–Neuf-Brisach am 18. November 1944 wurde die Schule schwer beschädigt und brannte in der Nacht zum 8. Februar vollständig aus. Der Wiederaufbau erfolgte in den Jahren 1954 bis 1956, bevor die Schule 1966 zum „Martin-Schongauer-Gymnasium“ wurde. Der Landkreis Breisgau-Hochschwarzwald übernahm 1975 die Trägerschaft über die Schule.
Anfang der 1970er Jahre wurde das Hauptgebäude errichtet. In den ersten Jahren des neuen Jahrtausends wurden vier Klassenräumen auf dem Schulhof (“Pavillons”) errichtet, die Cafeteria erbaut sowie ein Anbau an den Altbau realisiert. Dieser brachte sechs Unterrichtsräume und zwei Werkstätten für den Unterricht im Fach “Naturwissenschaft und Technik”. Es folgten weitere Ausbau- und Sanierungsmaßnahmen.
Im Schuljahr 2011/12 machte der letzte 9-jährige Abiturjahrgang seinen Abschluss.

## Abschlüsse
Am Martin-Schongauer-Gymnasium kann sowohl das Abitur als auch der deutsch-französische Doppelabschluss AbiBac erworben werden. Bei der Anmeldung entscheiden die Eltern für ihr Kind zwischen „Französisch bilingual“ oder „Französisch normal“; ein späterer Wechsel ist aber auch noch möglich.

### Ziel: Abitur
Alle Schüler des Martin-Schongauer-Gymnasiums beginnen in Klasse 5 mit den Fremdsprachen Englisch und Französisch ihre gymnasiale Laufbahn.
Ab Jahrgangsstufe 8 besteht die Möglichkeit Spanisch oder Latein als dritte Sprache mit vier Wochenstunden zu beginnen. Alternativ zum sprachlichen Profil kann das naturwissenschaftliche Profil (Naturwissenschaft und Technik, kurz NwT) gewählt werden.
Zum Ende von Jahrgangsstufe 10 bestehen für die Kursstufe (Klasse 11 und 12) weitere Auswahloptionen, wobei von den Hauptfächern mindestens eine zuvor besuchte Fremdsprache und die Grundfächer Mathematik und Deutsch fortgeführt werden müssen.

### Ziel: AbiBac
Seit dem Schuljahr 1994/95 kann Französisch auch in einem bilingualen Zug besucht werden, der dem Schüler den Doppelabschluss Abitur und Baccalauréat ermöglicht, dem so genannten AbiBac. Hier werden in den Jahrgangsstufen 5 und 6 zunächst in einem 5-stündigen Französischunterricht die sprachlichen Grundlagen geschaffen.
Ab Jahrgangsstufe 7 werden die Sachfächer Erdkunde, Geschichte und Gemeinschaftskunde nach und nach in französischer Sprache unterrichtet. Ab der 10. Jahrgangsstufe ist der Unterricht in diesen Fächer rein auf Französisch.
Begleitend zum bilingualen Unterricht werden Schüleraustausche und Projektarbeit mit den französischen Partnerschulen durchgeführt. Auch besteht für die Schüler des bilingualen Zugs die Möglichkeit für einige Wochen oder auch Monate eine französische Schule zu besuchen.
In der Abschlussprüfung, dem AbiBac, werden die Prüflinge im Rahmen des Zentralabiturs im Fach Französisch (5-stündig) sowie in Geschichte (4-stündig, auf Französisch) schriftlich und darüber hinaus in Französisch auch verpflichtend mündlich geprüft. Dieser besondere Bildungsgang basiert auf einem deutsch-französischen Abkommen von 1994.

## Ehemalige Schüler und Lehrer
- Julius Leber (1891–1945), SPD-Reichstagsabgeordneter und Widerstandskämpfer, besuchte die Schule von 1902 bis 1908; Gedenktafel in der Aula
- Hubert Klausmann (* 1955), deutscher Sprachwissenschaftler, machte 1974 sein Abitur an dieser Schule[5]
- Stephanie Günther (* 1966), deutsche Politikerin (Bündnis 90/Die Grünen) machte ihr Abitur in Breisach[6]